# 300P/Catalina
300P/Catalina là một sao chổi gần Trái Đất có chu kỳ trong hệ Mặt Trời với chu kỳ quỹ đạo là 4,4 năm. Nó là sao chổi thứ hai từng được liệt kê trong Bảng rủi ro Sentry. Với đường kính 1,4 km, nó là một trong những thiên thể lớn nhất từng được liệt kê trong Bảng rủi ro Sentry.
Nó được phát hiện ngày 6 tháng 5 năm 2005 với tên gọi 2005 JQ5, và được liệt kê trên Bảng rủi ro Sentry với năm thiên thể có khả năng va chạm thực sự bắt đầu vào năm 2041. Vào ngày 17 tháng 5 năm 2005, nó được đặt tên là sao chổi P/2005 JQ5 (Catalina). Nó đã bị loại khỏi Bảng rủi ro Sentry vào ngày 7 tháng 6 năm 2005. Nó được Đài thiên văn Arecibo quan sát vào ngày 12 tháng 6 năm 2005.
300P/Catalina tạo ra các tiếp cận gần Trái Đất và có khoảng cách giao cắt quỹ đạo nhỏ nhất từ Trái Đất là 0,0245 AU (3.670.000 km; 2.280.000 mi). Vào ngày 8 tháng 6 năm 2036, sao chổi này sẽ bay qua khoảng cách 0,0536 AU (8.020.000 km; 4.980.000 mi) tính từ Trái Đất.

## Mưa sao băng Xà Phu epsilon tháng 6
300P/Catalina bị nghi ngờ là thiên thể mẹ của mưa sao băng Xà Phu epsilon tháng 6 (tiếng Anh: June epsilon Ophiuchids) nhỏ. Có một sự bùng nổ của hoạt động sao băng từ ngày 19 tháng 6 năm 2019 cho đến ngày 26 tháng 6 năm 2019 khi 88 Xà Phu epsilon tháng 6 được mạng lưới CAMS (Cameras for Allsky Meteor Surveillance) phát hiện. Xà Phu epsilon tháng 6 tạo ra 50% các vụ phát hiện quả cầu lửa trong giai đoạn 22-24 tháng 6. Sự bùng nổ này cung cấp bằng chứng về hoạt động trong quá khứ của 300P/Catalina. Điểm phát là gần 16:21 (245,2) -7,4 trong chòm sao Xà Phu. Xà Phu epsilon tháng 6 tỏa ra từ một khu vực phát xạ rải rác rất lớn và có thể liên quan đến một số mưa sao băng nhỏ khác đã được xác định. Các sao băng này có vận tốc khoảng 14 km/s.